# مشروب مقطر

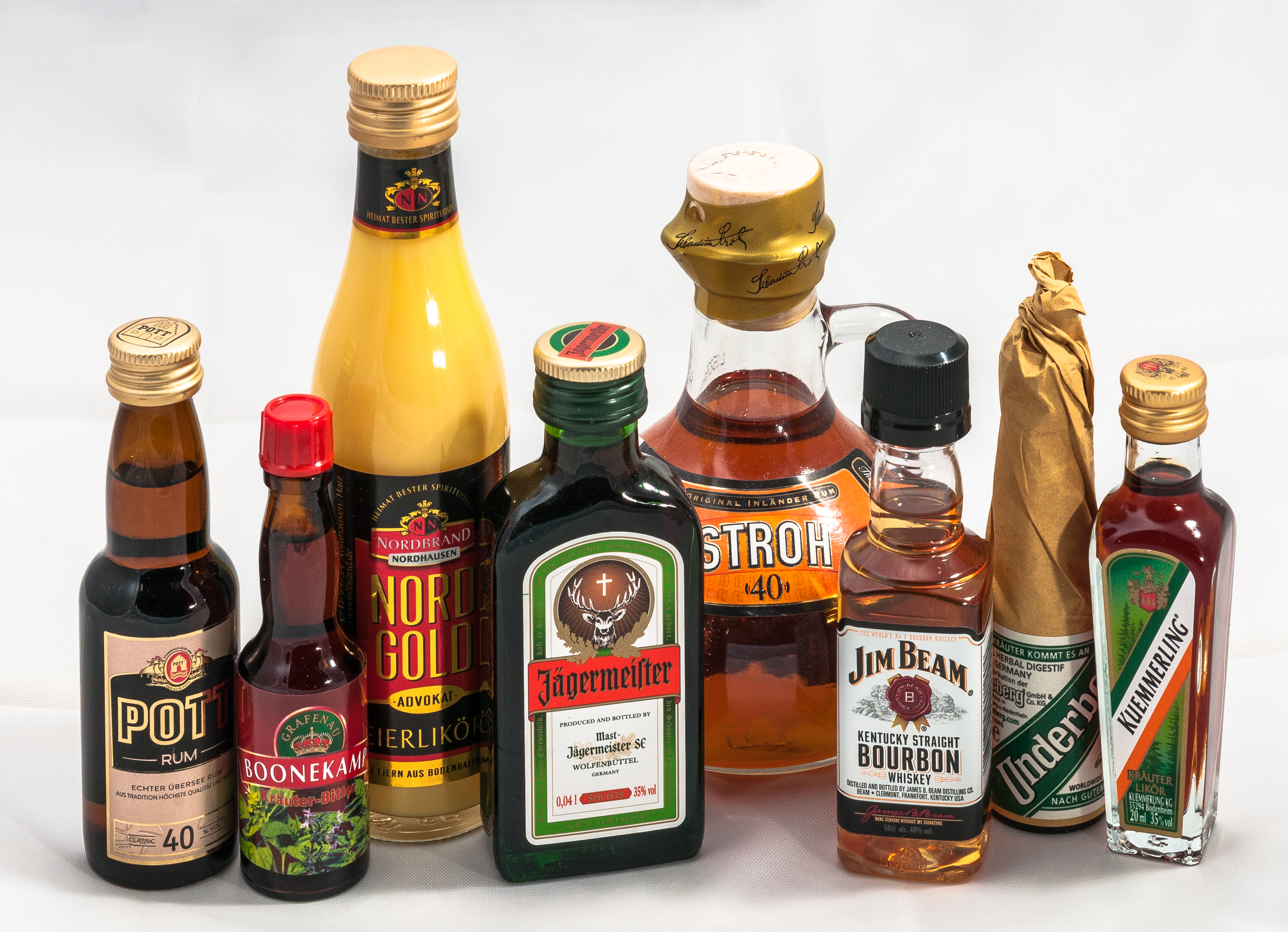
بعض أنواع المشروب المقطر

المشروب المقطر (أيضًا الليكير أو الليكير القوي، أو المشروب المقطر القوي، أو الكحول القوي، أو المشروب الروحي) هو مشروب كحولي ينتج عن تقطير الحبوب أو الفاكهة أو الخضروات التي سبق أن خضعت للتخمر الكحولي. تنقي عملية التقطير السائل وتزيل المكونات المخففة مثل الماء، بهدف زيادة نسبة محتوى الكحول فيها (عادة ما يُعبر عنها بنسبة الكحول). لأن المشروب المقطر يحتوي على كمية أكبر من الكحول، فهو يُعد «قويًا أكثر»؛ في أمريكا الشمالية، يُستخدم مصطلح الليكير القوي لتمييز المشروبات الكحولية المقطرة عن المشروبات غير المقطرة.
على سبيل المثال، لا يشمل هذا المصطلح مشروبات مثل الجعة، أو النبيذ، أو الميد، أو الساكي، أو نبيذ الأرز، أو السيدر، لأنها مخمرة ولكنها غير مقطرة. تحتوي كلها على الكحول بنسبة منخفضة، وعادةً ما تقل عن 15%. البراندي هو مشروب كحولي ناتج عن تقطير النبيذ، ويحتوي على أكثر من 35% من الكحول. من الأمثلة الأخرى على المشروبات المقطرة الفودكا، والبايجو، والشوتشو، والسوجو، والجن، والروم، والتيكيلا، والميزكال، والويسكي.

## المصطلح
يشير مصطلح «روحي» إلى المشروب المقطر الذي لا يحتوي على سكر إضافي ويحتوي نسبة 20% من الكحول على الأقل.
يُعرف المشروب المقطر المعبأ  في زجاجات مع السُكر والنكهات المضافة، مثل الغراند مارنير، والفرانجيليكو، والشنابس الأمريكي، باسم الليكورات.
إن تركيز الكحول في المشروب المقطر عمومًا أعلى من 30%. تقتصر نسبة الكحول في الجعة والنبيذ غير المقطر على الحد الأقصى لمحتوى الكحول بنحو 20%، إذ لا يمكن أن تُستقلب معظم الخمائر عندما يكون تركيز الكحول أعلى من هذا المستوى؛ نتيجة لذلك، يتوقف التخمر عند هذه النقطة.

## تاريخ التقطير

### الأسلاف
يأتي الدليل الأولي على التقطير من ألواح أكّادية مؤرخة نحو عام 1200 قبل الميلاد تصف عمليات صناعة العطور، وتقدم أدلة نصية على أن الشكل البدائي الأولي للتقطير كان معروفًا لدى البابليين في بلاد الرافدين القديمة. هناك دليل آخر من الخيميائيين العاملين في الإسكندرية، مصر الرومانية، في القرن الأول. وُصف الماء المقطر في القرن الثاني الميلادي من قبل الإسكندر الأفروديسي. استخدم الخيميائيون في مصر الرومانية جهاز تقطير يُسمى الإنبيق أو المقطرة في القرن الثالث.
عُرف التقطير في شبه القارة الهندية القديمة، ويتضح ذلك من معوجات مصنوعة من الطين المحروق والمستقبلات الموجودة في تاكسيلا وتشارسادا في باكستان الحديثة، والتي يعود تاريخها إلى القرون الأولى للعصر المسيحي. كانت «مقطرات غاندارا» قادرة على إنتاج مشروب مقطر ضعيف جدًا فقط، إذ لم يكن هناك وسائل فعالة لجمع الأبخرة في حرارة منخفضة.
كان من الممكن أن يبدأ التقطير في الصين خلال عهد أسرة هان الشرقية (في القرنين الأول والثاني)، ولكن بدأ تقطير المشروبات في عهد أسرة جين (في القرنين الثاني عشر والثالث عشر) وسونغ الجنوبية (في القرنين العاشر والحادي عشر) وفقًا للأدلة الأثرية.
يتضمن التقطير بالتجميد تجميد المشروبات الكحولية ثم تذويب الجليد. كان لتقنية التجميد قيود في الجغرافيا والتنفيذ تحد من مدى استخدام هذه الطريقة على نطاق واسع.

## الآثار الصحية

### الآثار قصيرة الأمد
تحتوي المشروبات الروحية المقطرة على الكحول الإيثيلي، وهو نفس المادة الكيميائية الموجودة في البيرة والنبيذ، ومن ثم فإن شرب المشروبات الروحية يملك آثارًا نفسية وجسدية قصيرة المدى على الشارب. تؤدي التراكيز المختلفة من الكحول في جسم الإنسان إلى تأثيرات مختلفة على الشخص. تعتمد تأثيرات الكحول على الكمية التي يتناولها الفرد، ونسبة الكحول في المشروبات الروحية، والمدة الزمنية التي بقي الشخص يشرب فيها، وكمية الطعام التي تناولها، وما إذا كان الفرد قد تناول مشروبات كحولية أو مؤثرات عقلية أخرى (مخدرات)، بالإضافة إلى عوامل أخرى.
إن شرب ما يكفي لجعل تركيز الكحول في الدم يتراوح بين 0.03%-0.12% يؤدي عادة إلى تحسن شامل في الحالة المزاجية وابتهاج محتمل، وزيادة الثقة بالنفس والتواصل الاجتماعي، وتقليل القلق، واحمرار الوجه، وضعف المحاكمة، وتحسين مظهر العضلات في الجسم. يسبب تركيز الكحول في الدم الذي يتراوح بين 0.09%-0.25% الخمول، والتهدئة، ومشاكل في التوازن، وتشوش الرؤية. يسبب التركيز الذي يتراوح بين 0.18%-0.30% حدوث تشويش شديد، وضعف في الكلام (التلعثم في الكلام)، والترنح، والدوخة، والإقياء. تسبب النسبة بين 0.25%-0.40% الذهول، وفقدان الوعي، وفقد الذاكرة التقدمي، والإقياء، ونقص التهوية. يمكن أن تحدث الوفاة بسبب استنشاق القيء (الشفط الرئوي) في أثناء فقدان الوعي. تسبب النسبة بين 0.35%-0.80% الغيبوبة (فقدان الوعي)، ونقص التهوية المهدد للحياة، وربما التسمم الكحولي المميت.
تؤدي القيادة أو تشغيل الطائرة أو الآلات الثقيلة تحت تأثير الكحول إلى زيادة خطر وقوع الحوادث، إذ تفرض بلدان عديدة عقوبات على القيادة في حالة السكر.

### الآثار طويلة الأمد
يُعد الكحول العنصر الفعال الرئيسي للمشروبات الروحية المقطرة، ومن ثم فإن الآثار الصحية للكحول تنطبق على المشروبات الروحية. يرتبط شرب كميات صغيرة من الكحول (مشروب واحد أو أقل يوميًا للنساء، ومشروبان يوميًا للرجال) بانخفاض خطر الإصابة بأمراض القلب، والسكتة الدماغية، والداء السكري، والموت المبكر. يؤدي شرب كميات أكبر من هذه إلى زيادة خطر الإصابة بأمراض القلب، وارتفاع ضغط الدم، والرجفان الأذيني، والسكتة الدماغية. يكون الخطر أكبر عند الشباب بسبب شراهة شرب الكحوليات، والتي يمكن أن تؤدي إلى العنف أو الحوادث. يُعتقد أن نحو 3.3 مليون حالة وفاة (5.9% من جميع الوفيات) ناجمة عن الكحول كل عام.
إدمان الكحول، المعروف أيضًا باسم «اضطراب تعاطي الكحول»، هو مصطلح واسع لشرب أي نوع من الكحول يؤدي إلى حدوث مشاكل. قُسِّم سابقًا إلى نوعين: معاقرة الكحول، والاعتماد على الكحول. يقول الطب إن إدمان الكحول يحدث عند وجود حالتين أو أكثر من الحالات التالية: الشخص يشرب كميات كبيرة على مدار فترة زمنية طويلة، ويواجه صعوبة في التقليل من شرب الكحول، ويأخذ الحصول عليه أو شربه وقتًا من حياة الشخص، والرغبة الشديدة بالكحول، وتأثير شربه على عدم الوفاء بالمسؤوليات، وحدوث مشاكل اجتماعية، وحدوث مشاكل صحية، والتعرض لمواقف محفوفة بالمخاطر، وحدوث متلازمة الانسحاب الكحولي عند التوقف عنه، وحدوث تحمّل الكحول. يقلل إدمان الكحول من العمر المتوقع للفرد عشر سنوات تقريبًا، ويُعتبر تعاطي الكحول السبب الرئيسي الثالث للوفاة المبكرة في الولايات المتحدة. لا توصي أي جمعية طبية مهنية بأن يبدأ الأشخاص الذين لا يتناولون الكحول بشرب الخمر.

## طالع أيضًا
- مقطرة
- مقطر